# Vision de Ramon de Perellós
Vous pouvez aider à l'améliorer ou bien discuter des problèmes sur sa page de discussion.
- Il peut contenir un travail inédit ou des déclarations non vérifiées. Vous pouvez l’améliorer en ajoutant des références. (Marqué depuis décembre 2019)

Vous pouvez aider à l'améliorer ou bien discuter des problèmes sur sa page de discussion.
- Il n’est pas rédigé dans un style encyclopédique. (Marqué depuis décembre 2019)

La Vision de l'au-delà de Ramon de Perellós (ca) est une partie significative de son œuvre Le Voyage de Ramon de Perellós au Purgatoire de saint Patrick ou, en langue originale, Viatge al purgatori de sant Patrici per Ramón de Perellós. Ramon de Perrellós est un vicomte, mais aussi le conseiller et le chambellan du roi d'Aragon Pierre le Cérémonieux (1336-1387) puis de son fils et successeur Jean Ier (1336-1387). Son œuvre rédigée en 1397, appartient à la littérature catalane médiévale. 
Son écrit relate sa rencontre et son dialogue avec son ancien souverain, le roi Jean Ier, décédé depuis peu et résidant encore au purgatoire. Il lui rend visite lors d’un pèlerinage au Purgatoire de saint Patrick, qui se situe dans une grotte au milieu d’un lac du comté de Donegal en Irlande.
L'œuvre de Ramon de Perellós est un discours autobiographique qui s’inscrit dans la lignée des nombreux textes visionnaires ou récits de voyage dans l’au-delà qui voient le jour au Moyen Âge.
L'auteur emprunte d'ailleurs directement, par choix et par souci de se rattacher à une tradition littéraire, des passages écrits par Henry de Saltrey. Il lui emprunte sa description de l'établissement du Purgatoire de saint Patrick et sa description des supplices du purgatoire, présentes dans son oeuvre Tractatus de purgatorio sancti Patricii, écrite deux siècles plus tôt.

## Contexte d'écriture
Ramon de Perellós rédige sa vision peu de temps après la mort du roi Jean Ier. En effet, il meurt en mai dernier (le 19 mai 1396) lors d'un accident de chasse dans les forêts de Foixà. Le roi et son ancien conseiller étaient particulièrement liés et son œuvre témoigne des relations complices entre ces deux derniers. Il rédige d'ailleurs clairement la raison de son pèlerinage dans le préambule de son récit :
« Quoique résigné à la volonté de Dieu, je fus aussi touché et aussi triste de cette mort que peut l’être un serviteur de la personne de son seigneur. J'eus à cœur, à partir de ce moment, d'aller au Purgatoire de saint Patrick, d'y entrer pour savoir au cas où cela serait possible, si mon seigneur était en purgatoire et quelles étaient les peines qu'il endurait »
L'auteur choisit aussi de mettre par écrit cette expérience singulière pour expliquer le sort du roi récemment décédé. 
Sa mort pose deux problèmes : 
- Des proches du roi, dont Perellós, avaient subi des accusations quant à cette mort accidentelle (même si celles-ci ne durèrent pas). Ils étaient exposés au risque d'être accusés pour trahison du roi en faveur du comte de Foix, gendre de Jean Ier. Son décès brutal s'était donc produit dans un contexte politique complexe.
- Le roi n'avait pas eu le temps de confesser ses péchés et s'exposait alors au risque de subir pour l'éternité les supplices de l'enfer[4].

Il était alors important pour les proches du roi, dont Ramon de Perellós qui avait été un serviteur royal de confiance, non seulement de prouver leur innocence mais aussi de réhabiliter le roi en le situant au purgatoire (où les âmes des défunts sont purifiées afin d'atteindre le paradis) et non pas en enfer. Il était donc question de montrer que le roi était proche du salut car en voie d'expier à ses péchés. Néanmoins, Perellós ne les décrit pas dans son oeuvre. 
Il est d'ailleurs notable que Bernat Metge, l'un des autres conseillers du roi Jean Ier, rédigea après Perellós son œuvre Le songe, dans laquelle le roi défunt est aussi placé au purgatoire.

## Résumé de la vision
Au cours de son voyage vers le purgatoire de saint Patrick, plusieurs personnes tentent maintes fois de le dissuader d'y entrer. Malgré le danger, sa volonté est trop forte pour les écouter. Il est motivé par l'idée de savoir dans quel état se trouve son seigneur roi mais aussi par l'idée de purger ses péchés. Au cas où il périrait, Ramon de Perellós écrit son testament et doit indiquer son possible lieu d'enterrement. Il est accompagné jusqu'à la porte du purgatoire par plusieurs personnes dont le prieur de l'église de saint Patrick, des membres du clergé et quatre chevaliers parmi lesquels Sir William de Courcy, qui le suit dans la grotte. Le prieur ferme alors la porte derrière Perellós et Sir William de Courcy. Une fois dans la fosse, il ressent comme un mal de mer lorsqu'un énorme coup de tonnerre éclate. Il prononce alors les mots « Fils du Dieu vivant, ait pitié de moi pécheur » (traduction libre) que le prieur lui avait appris et la fosse s'ouvre. Il perd alors son compagnon de vue. 

### Les douze hommes et l'arrivée des diables
Dans la fosse douze hommes portant une robe blanche apparaissent. L'un d'entre eux lui dit alors que Dieu a mis en son cœur la bonne intention et qu’il doit agir avec beaucoup de courage s’il ne souhaite pas périr. Il lui annonce que des diables le menaceront et lui promettront de le ramener sain et sauf à la porte par laquelle il est entré, alors qu’en réalité ils en profiteront pour le tromper et l’attaquer. S'il rentre dans leur jeu, il périra. Mais s'il met toute sa foi en Dieu, il sera alors libre de tous les péchés qu’il a commis. Il pourra aussi voir les tourments faits aux pécheurs pour purifier leurs péchés et le repos dans lequel les justes se reposent et se régalent. D'après l'homme il devra alors appeler le nom de Dieu pour se protéger des diables. Les douze hommes partent ensuite en lui donnant chacun leur bénédiction.
Il entend alors un grand bruit et des cris, puis apparaissent un grand nombre d’hideux démons. Ils lui disent que les hommes sages ne viennent pas dans le purgatoire avant d’être décédés et qu'il va devoir subir des supplices pour les péchés qu'il a commis. Il résiste toutefois grâce à Dieu aux tromperies que lui disent les démons et ne leur répond pas. Ils font alors un grand feu au milieu de la chambre, puis lui attachent avec des crochets en fer, les bras, les pieds et les mains avant de le jeter dans ce dernier. Ramon de Perellós prononce le nom de Jésus-Christ ce qui éteint le feu et le guérit immédiatement. Il comprend alors qu'il les vaincra en appelant le nom de Dieu et qu'il n'a plus à les craindre.

### Les quatre champs
Quelques diables le conduisent dans un pays dévasté où la terre était noire et le vent violent. Ils l'emmènent vers l'est jusqu'à un grand champ de douleur si long qu’il ne peut en apercevoir la fin. Dans ce champ se trouvent des hommes et des femmes nus et cloutés à plat ventre sur le sol. Des dragons leur mordent la chair. Ils crient pour demander miséricorde, mais leurs cris sont étouffés par ceux des diables qui les battent et les tourmentent. Ces derniers continuent de menacer Perellós en lui disant qu’il connaitra les mêmes tourments s'il n'écoute pas leurs conseils et s'il ne les laisse pas le conduire vers la porte d’entrée. Le vicomte ne leur répond pas et ils le jettent alors à terre. Il est délivré de ce supplice en appelant à nouveau Jésus-Christ. 
Ensuite, il est conduit à un autre champ où se trouvent encore plus de douleurs que dans le premier. Les hommes et les femmes y sont aussi cloutés. Des serpents, des crapauds et des lézards en feu les mordent et leur arrachent le cœur. Les démons lui disent qu'il subira ce même sort mais, grâce à Jésus-Christ, il est libéré de ce danger.
Les démons l'emmènent alors dans un autre domaine où seuls les plus tristes s'y trouvent. Ils sont allongés sur des ongles brulants qui leur transpercent le corps et se lamentent comme des gens sur le point de mourir. Le vent et les diables les tourmentent. Ces derniers lui disent à nouveau qu'il subira ce sort mais il s'en échappe de la même manière que dans les deux champs précédents.
On le conduit dans un dernier champ rempli de toutes les sortes de feux, mais aussi des plus horribles tourments. Les hommes et femmes sont suspendus et rôtissent sur de grandes plaques de fer enflammées. Il y voit certains de ses proches sur le chemin du salut, dont le roi Jean d’Aragon, qui souffrent à cause de leurs péchés. Le père Francès par exemple, qu'il connaissait, subit ces tourments pour avoir laissé sortir une religieuse d’un couvent. Il parle alors longuement avec le roi mais ce dernier ne peut lui dire pourquoi il se trouve dans cette situation.

### La roue de feu
Il se retrouve ensuite dans une grande vallée dans laquelle se trouve une roue de feu remplie d'hameçons auxquels suspendent des âmes qui brûlent et se lamentent misérablement. Les démons le jettent dans la roue, mais il est à nouveau sauvé par la protection de Jésus-Christ.

### Les bains de métaux en fusion
Les démons l’emmènent ensuite à un autre endroit où se trouve une maison remplie de feu. Lorsqu'il y rentre il découvre qu’elle est remplie de nombreuses fosses si proches les unes des autres, qu'il est impossible de traverser. Ces fosses sont pleines de métaux en combustion dans lesquelles des hommes et des femmes sont plongés. Nus et frissonnants à cause du vent, ils semblent attendre leur mort. Un diable lui dit alors de faire demi-tour s'il ne veut pas subir le même sort.

### La rivière gelée
Un vent l’emporte avec les diables dans un fleuve froid et nauséabonde, situé de l'autre coté de la montagne, dans lequel se trouvent des hommes et des femmes. Ceux qui essayent d’en sortir sont poussés encore plus loin dans les profondeurs de la rivière par les démons. Mais il sort de ce tourment par l’appel de Jésus-Christ.

### Le puits de feu
Les démons le conduisent à l’est et il aperçoit une grande flamme au dessus de laquelle des hommes et des femmes volent. La flamme diminue alors, les faisant tous tomber dans le feu. Les démons lui expliquent qu’il s’agit de la bouche de l’enfer, dans laquelle se trouve leur demeure. Refusant de nouveau leur proposition, les démons le jettent dans le puits. Plus il s'y enfonce, plus il ressent de la douleur et de l’angoisse, à tel point qu’il pense avoir échoué et oublié le nom de Dieu. Il fait alors de nouveau appel à Jésus-Christ et est jeté hors du puits.

### Le pont de l'enfer
D’autres démons viennent à lui et le conduisent à une longue et large rivière nauséabonde. Elle est en flammes et remplie de diables. Les diables lui demandent alors de traverser un haut pont glacé et étroit qui se situe au-dessus de cette rivière. Les démons lui disent que s'il se décident à les croire, il pourrait alors échapper à ce dernier tourment. Le vent pourrait le faire tomber dans la rivière et les démons le feraient alors plonger dans sa partie la plus profonde. Ramon de Perellós monte tout de même sur le pont car le Seigneur le protège. Plus il avance, plus le pont lui parait large et sans danger. Les démons forment alors une très grande lamentation et crient, mais il continue à traverser le pont. Une fois traversé, les diables le laissent tranquille et ne peuvent plus lui faire de mal.

### Le paradis terrestre
Perellós remercie Dieu de l’avoir délivré de ces cruels dangers, puis voit une porte brillante, ornée d'or et de pierres précieuses. Il retrouve à ce moment-là toute sa santé et oublie tous les maux qu’il avait endurés. Il voit à travers la porte un grand pays, plus lumineux que la lumière du soleil. Il s’agit du paradis terrestre. Il est suivi par une grande procession composée d'hommes fortunés comme le pape, les cardinaux, les archevêques, mais aussi par de nombreux autres religieux, des hommes et des femmes de même condition que sur terre. Deux archevêques le conduisent à travers le pays pour qu'il puisse en voir ses merveilles : de nombreuses prairies vertes ornées de fleurs de différentes couleurs, de différentes senteurs et de magnifiques arbres aux fruits abondants. Les personnes présentes, vêtues de robes d'or et d'autres couleurs joyeuses, y sont heureuses et chantent. Certains restent plus longtemps que d’autres dans cet endroit dépourvu de douleur et de tristesse. Le nombre de personnes augmente et diminue chaque jour car certains arrivent du purgatoire et d’autres s'en vont rejoindre le paradis céleste. 

### La porte du paradis céleste
Les archevêques le conduisent ensuite à la porte du paradis céleste, se situant sur une grande montagne où le ciel était de couleur or et argent. Ils lui expliquent que chaque jour le Seigneur leur envoie les âmes des bienfaisants. Une grande clarté se répand alors sur les personnes présentes. Il s’agit de la nourriture du paradis, préparée sans fin pour ceux qui montent au ciel. Les archevêques lui expliquent ensuite que pour revenir ici après avoir quitté le monde des mortels, il devra avoir une vie en accord avec Dieu. S'il décide de mener une mauvaise vie, il aura désormais vu les tourments qui lui seront réservés. L’auteur, triste de devoir quitter ce lieu, a désormais peur de faire quelque chose par la suite qui l’empêcherait de revenir ici. Les archevêques lui expliquent alors que cela ne dépend pas de sa volonté mais de celle de celui qui l’a créé.

### Sortir
Il retourne alors malgré lui et en pleurs jusqu’à l'entrée du purgatoire. Désormais, lorsqu’il rencontre des démons, ces derniers s’enfuient comme s'ils avaient peur de lui. Les tourments du purgatoire ne peuvent alors plus lui faire du mal ou lui nuire. Les douze hommes qui lui avaient parlé au moment de son départ viennent alors à sa rencontre et louent le Seigneur qui l’a accompagné tout au long de son expérience. Il retrouve alors son compagnon qu’il n’avait pas vu depuis l’entrée au purgatoire. Les douze hommes leur annoncent alors qu’ils sont lavés de leurs péchés, puis les bénissent. Ils se mettent à prier Dieu avec dévotion puis s’endorment. Un grand coup de tonnerre, moins imposant que le premier, les réveille. Ils se retrouvent alors à la porte par laquelle ils étaient entrés. Les membres du monastère leur ouvrent et les ramenèrent immédiatement dans l’église où ils rendent grâce à Dieu.

## Analyse

### Remarques générales
L’auteur donne une riche description et représentation de l'Au-delà reflétant une certaine manière de concevoir le monde : la relation de l'homme avec le divin, l'idée de justice et les formes valides de construction de vérité qui prédominaient au Moyen Âge tardif .
Sa vision permet de voir comment la croyance si répandue et acceptée à cette époque d'un lieu d'expiation des péchés après la mort était possible, mais aussi comment il est utilisé à des fins diverses, par différents acteurs sociaux. Ce lieu disposait alors d'une souplesse suffisante pour répondre aux multiples besoins que les fidèles plaçaient en lui.
Au moment où Ramón de Perellós se rendait au purgatoire, c'était encore un lieu accepté par l'Église. C’est d’ailleurs l’Église qui contrôlait l’accès au site, comme l'indique le vicomte : le prieur était celui qui possédait les clés du Purgatoire et l'autorité pour y accéder.
L'auteur se présente ainsi, à travers cette vision et sa motivation acharnée, comme un serviteur extrêmement fidèle de la couronne aragonaise et loyal envers son roi. Ce voyage seul dans l'au-delà, apparaissant comme une épreuve, permet à Ramon de Perellós de se montrer comme un homme pieux qui a souffert et surmonté des punitions inimaginables. Par conséquent, il revient purifié de son voyage en ayant subi la peine correspondante à tous les péchés qu’il a commis.
Il est notable que l'espoir est un élément clé de l'image du purgatoire décrite par Ramón de Perellós.
La présence du monarque au Purgatoire implique en soi la reconnaissance de certains péchés qu'il doit expier. La critique est voilée car le vicomte s'abstient de dire la raison spécifique pour laquelle il souffre de tels châtiments dans l’au-delà.
Le succès de l’ouvrage a largement contribué à la consolidation du purgatoire dans l’imaginaire populaire européen.

### Disposition géographique
Dans sa vision, le purgatoire est à mi-chemin entre le périssable terrestre et l'éternel supraterrestre. Le récit du vicomte est en accord avec la géographie de l'au-delà enseignée par l'Église aux fidèles. Selon Claude Carrozzi, il existe dans les représentations médiévales, deux types de visions géographiques : le type aérien et le type terrestre. La géographie de type terrestre de l’au-delà, à laquelle la vision de Ramon de Perellós appartient, commence avec Bède le Vénérable. L'au-delà est alors vu comme un monde parallèle au terrestre, situé horizontalement et dans une image géographique habitée. Les sites de purge et le paradis terrestre sont difficiles à intégrer dans la géographie dite aérienne.
Le paradis terrestre, décrit comme un espace paisible et joyeux dédié à la louange de Dieu, est séparé du mal extérieur tout en étant directement relié à la porte du paradis céleste.

### Stratégies utilisées
Il y a de la part de Perellós une réelle volonté d’ancrer sa vision dans une réalité qui soit à la fois tangible et vérifiable. Pour y parvenir l'auteur donne des détails précis tout au long de son oeuvre, que ce soit pendant son voyage vers le Purgatoire de saint Patrick, mais aussi lorsqu'il incorpore des personnages réels dans son récit, dont des personnes qui n'étaient pas encore morts au moment du départ (comme c'est le cas avec sa nièce). Il rencontre par exemple avant son départ, le pape Benoît XIII et plusieurs nobles. Perellós écrit également qu’il réalise son voyage en compagnie de deux de ses fils et un neveu.  L’auteur donne également dans le même but des dates et lieux précis tout au long de son récit : il part d’Avignon le jour de la sainte Marie de septembre 1397 et fête Noël à son retour en compagnie du roi Yrnel. Mais l'auteur ne s'arrête pas là, il décrit également précisément avant sa vision, les populations qu’il rencontre. Il expose par exemple la pauvreté des paysans irlandais, les habitudes qu’ont les pèlerins qui viennent au lieu saint de Saint Patrick ou encore l’armement des soldats qu'il rencontre.
L’auteur tente aussi de naturaliser l'espace de l'au-delà par l'utilisation de références immédiates connues pour faciliter une identification visuelle entre les deux mondes. Cela se remarque par exemple, à travers les passages dans lesquels il compare son inconfort à la sensation de mal de mer, relate du bruit de la foudre ou encore par la description de la salle où il rencontre les messagers de Dieu. Afin d'exposer quelque chose d'inconnu, sa description rassemble un ensemble d'aspects connus. Ramón de Perellós utilise l'hyperbole ou la description d'un élément comme quelque chose d'inimaginable et d'inexistant sur Terre, afin de montrer la spécificité de l'au-delà en tant qu'espace surnaturel.

### Le message de l'auteur
L’auteur, à travers le discours des deux évêques, invite le lecteur à effectuer des prières, des chants et l’aumône pour les âmes du purgatoire afin d’alléger leurs souffrances jusqu’à ce qu’elles soient totalement libres. Ce sont des actes conformes aux exigences de l'institution ecclésiastique de l’époque, sur la communauté des croyants.
En proposant une longue description du purgatoire et de ses supplices, la vision invite le lecteur à avoir, tout au long de son existence, un mode de vie pieux et en accord avec Dieu. Cette vie pieuse et sans péchés lui permettra ainsi d’atteindre la gloire du paradis, sans avoir à être purgé par les tourments du purgatoire.  Il répète à maintes reprises, toujours dans cette optique de persuasion, que s'il a pu être protégé, c'est par la prononciation du nom de Seigneur Jésus-Christ. Il décrit aussi qu’il est bien plus léger de souffrir sur terre que de souffrir dans le purgatoire ou, encore pire, en enfer.

### Citations originales
1. ↑   Christe fili Dei vivi, miserere mei peccatori